# Revolte im Erziehungshaus (Film)
Revolte im Erziehungshaus ist ein deutscher Stummfilm aus dem Jahre 1930, den Georg Asagaroff nach dem gleichnamigen Bühnenstück von Peter Martin Lampel für die Grohnert-Film-Produktion (Berlin) gedreht hatte.
Der Film erzählt die Leidensgeschichte dreier Jungen, die in eine Erziehungsanstalt gesteckt und dort lieblos und brutal behandelt werden, bis sie schließlich Widerstand leisten und die anderen Jungen zur Revolte gegen die engstirnige Anstaltsleitung anstiften. Die Handlung beruht auf realen Begebenheiten, wie sie vom Verfasser Lampel selbst erlebt und aufgezeichnet wurden.
Revolte im Erziehungshaus muss heute als verschollen gelten. Erhalten sind nur etwa 30 Standbilder daraus, sie wurden 2012 in der Ausstellung „Verratzt und verkooft - Fürsorgeerziehung in Struveshof“ in der Mensa 2 des Landesinstituts für Schulen und Medien LISUM Berlin-Brandenburg gezeigt.

## Handlung
Ein Fürsorgeheim in den 1920er-Jahren. Die Erzieher versuchen, vom Pfarrer unterstützt, den nicht zuletzt aufgrund der eigenen sexuellen Not zunehmend aufsässigen Zöglingen mit Zucht und Ordnung beizukommen. Dabei sind die Forderungen, die von einigen Jungen an die Anstaltsleitung gestellt werden, weder radikal noch unanständig. Als sie rundweg abgelehnt werden, kommt es zu einem Aufstand, der rasch eskaliert in der Plünderung der Vorratskammer und dem Versuch, das Gebäude anzuzünden. Die Revolte wird von herbeigerufenen Landjägern gewaltsam niedergeschlagen: die Anführer werden verhaftet und der Rest wird auf andere Anstalten verteilt, in denen es den Zöglingen nicht besser ergehen wird. Am Ende hat sich weder an den alten, autoritären Strukturen einer „Erziehung“ ohne jegliche Pädagogik oder gar Psychologie noch an den menschenunwürdigen Zuständen etwas geändert.

## Besetzung
Darsteller der Jugendlichen waren Carl Ballhaus aus dem Ensemble der Volksbühne Berlin, der schon Erfahrung mit der Rolle problematischer Heranwachsender aus Filmen wie Die Siebzehnjährigen und Frühlingserwachen (beide 1929) mitbrachte (danach sollte er noch den Gymnasiasten Ertzum in Der Blaue Engel spielen), die blutjunge Toni van Eyck, die ähnliche Erfahrungen in Geschminkte Jugend (1929) und ebenfalls in Frühlingserwachen sammeln konnte, und Wolfgang Zilzer, der nicht nur als Darsteller zurückhaltend-schüchterner Charaktere auf der Leinwand, sondern auch als Refrainsänger auf Schallplatte erfolgreich war. Auch Ilse Stobrawa war bereits in Jugendfilmen wie Die Republik der Backfische (1928) und Der Kampf der Tertia (1929) aufgetreten. Veit Harlan hatte neben ihr eine kleine Rolle.
Die Rolle des Erzieher-Eleven war Rudolf Plattes Debüt vor der Filmkamera; bis dahin hatte er nur Theater gespielt.

## Produktion und Hintergrund
Das Drehbuch schrieben W. Solsky und Herbert Rosenfeld, die Bauten schuf der russischstämmige Filmarchitekt Andrej Andrejew. Die Aufnahmeleitung hatte L. Gransky. Für die Photographie zeichneten Curt Oertel und Alexander von Lagorio verantwortlich. Die Kinomusik schrieb und dirigierte Werner Schmidt-Boelcke.
Die literarische Vorlage zum Film, das Schauspiel der Gegenwart in drei Akten „Revolte im Erziehungshaus“, 1928 im Thalia-Theater Berlin von Hans Deppe mit der „Gruppe junger Schauspieler“ uraufgeführt, gilt als das erste Dokumentarspiel des deutschen Theaters. Es basiert auf Recherchen des Autors Peter Martin Lampel in öffentliche Fürsorgeheimen Preußens. Lampel selbst war Praktikant in einer Berliner Einrichtung und hat seine Erfahrungen in dem Buch „Jungen in Not“ zu Papier gebracht. Es führte nach teilweise heftigen Diskussionen letztlich dazu, dass der Reichstag ein Gesetz zur Reform der Fürsorgeerziehung insgesamt verabschiedete.

## Zensur
Der Film musste einen wahren Zensur-Marathon durchlaufen, ehe er endlich gezeigt werden durfte:
Nach Vorlage bei der Berliner Filmprüfstelle (zur Zensur : 6 Akte, 2916 m) am 26. Juli 1929, Nr. B.22979, erhielt der Film zunächst Jugendverbot. Bei einer weiteren Vorlage bei der Oberprüfstelle am 3. August 1929, Nr. O.00474, wurde der Film in der Länge von 6 Akten ganz mit Verbot belegt. Es folgten
- 28. August 1929 Zensur, Filmprüfstelle Berlin B.23266, 6 Akte 2468 m., Verbot
- 22. Oktober 1929 Zensur, Filmprüfstelle Berlin B.23836, 6 Akte 2302 m., Verbot
- 11. Dezember 1929 Zensur, Filmprüfstelle Berlin B.24423, 6 Akte 2386 m., Jugendverbot
- 27. Februar 1930 Zensur, Film-Oberprüfstelle O.00166, 6 Akte 2477 m., Jugendverbot

Erst nach Schnittänderungen, in deren Folge die „revolutionäre Aussage“ gemildert worden war, wurde er freigegeben.
Der Film wurde schließlich am 8. Januar 1930 in Berlin uraufgeführt. Jugendliche waren nicht zugelassen. Nach der Machtergreifung Hitlers wurde der Film am 22. April 1933 von der Film-Oberprüfstelle in der Länge von 6 Akten / 2477 m. ganz verboten.

## Kritik
Besprochen wurde der Film u. a. in der Frankfurter Zeitung Nr. 26, in der Neuen Preußischen Kreuz-Zeitung Berlin Nr. 11 und in der Roten Fahne Berlin Nr. 8 vom 10. Januar 1930.
„Das üble Tendenzstück das schon auf der Bühne lebhaften Widerspruch der Bevölkerung hervorrief, hat aufs Neue die Köpfe der Berliner heißgemacht. Die Leidenschaften werden aufgepeitscht und ein Haß gezüchtet, der sich verderblich auswirken muß […] Die Welturaufführung fand vor einem Gremium statt, das wie eine kommunistische Parteiversammlung anmutete.“ – (Neue Preußische Kreuz-Zeitung Berlin Nr. 11 vom 10. Januar 1930)
„Die größte Schwäche liegt in dem stark versöhnlich gehaltenen Schluß, wo u. a. der Führer der eintreffenden SchuPo väterliche Töne anschlägt, was freilich auch bei dem Lampelschen Stück der Fall war. Wir wissen nicht, ob die Filmbearbeitung hier das Kompromißlertum Lampels, seine polizeifrommen Konzessionen freiwillig oder erst unter dem Druck der Zensur mitmachte. Daß sie es überhaupt tat, schwächt den Eindruck des Ganzen und ist unser stärkster Vorwurf gegen den Film.“ – (Die Rote Fahne Berlin Nr. 8 vom 10. Januar 1930)
„Man spürt aufs Deutlichste, wie er aus zwei Überlegungen zusammen gemacht ist: aus der Revolte, die ein Geschäft gewesen ist, und aus der Angst, dieses Geschäft durch den Zensor zerstört zu bekommen (…) Angenehm ist es nicht zu bedenken, daß dieser Film die geistige Nahrung für viele Menschen sein wird.“ – (Frankfurter Zeitung Nr. 26 vom 10. Januar 1930)
„Die Filmschöpfer hatten Lampels Stück um eine Vorgeschichte erweitert, durch zusätzliche Szenen über die Erlebnisse des jungen Filmhelden Fritz vor seiner Einlieferung in das Fürsorgeheim, und waren dann erst auf die Revolte eingegangen. Dadurch schwankte der Film 'zwischen Auflockerung und Konzentration, zwischen Idylle und Revolte'(Herbert Jhering).“ – (Dahlke-Karl S. 212)
„In seiner Inszenierung versuchte Asagaroff an frühe sowjetische Stummfilme anzuknüpfen, drehte Massenszenen, die aber keine ausschlaggebende Bedeutung erlangten. Der Film rechnet nicht mit dem bestehenden gesellschaftlichen System ab, sondern nur mit einer bestimmten staatlichen Einrichtung.“ – (Dahlke-Karl S. 213)
„Wie sprichwörtlich die Gedankenverbindung des Autornamens Lampel mit Aufbegehren und Revolte im Berlin der späten Weimarer Republik geworden war, belegt die Zeile ‚Was schert uns die Ampel, jedermann sein Lampel, wir revoltier'n!‘ in dem Marschlied ‚Die Großstadt-Infanterie‘ aus der Nelson-Revue ‘Der rote Faden’“, das Kurt Gerron mit seinem Vortrag bekannt gemacht hat. Es handelt vom Aufbegehren der Fußgänger gegen den immer bedrängender werdenden Autoverkehr.
Selbst der bayrische „Märchenkönig“ Ludwig II. wurde mit Lampels Stück bzw. dessen Verfilmung in Verbindung gebracht: „Ludwig II. wurde in [Wilhelm] Dieterles Film zu einem Verwandten der von ihrer Umwelt verkannten Jugendlichen, etwa aus der ‚Revolte im Erziehungshaus‘.“

## Wiederbelebung
Der Stoff wurde 1975 durch Hans Quest zu einem 90-minütigen Fernsehspiel verarbeitet und am 21. April 1975 im ZDF ausgestrahlt.

## Einzelbelege
1. ↑  vgl. Michael Häußler, „Dienst an Kirche und Volk“, Heimerziehung in den 1920er Jahren: "Je mehr die Öffentlichkeit über das Leben in den Erziehungsanstalten erfuhr, desto entsetzter reagierte sie auf die inneren Zustände in dieser gesellschaftlichen Abstellkammer für das Strandgut des Zivilisationsprozesses. Den vorläufigen Höhepunkt in einer ganzen Kette von Enthüllungen bildeten die Publikationen Peter Martin Lampels, der seine Erfahrungen als Hospitant in der Brandenburgischen Vorzeige-Anstalt Struveshof in der Reportage „Jungen in Not“ und dem Theaterstück „Revolte im Erziehungshaus“ verarbeitet hatte."
2. ↑  bildungsserver.berlin
3. 1 2  vgl. sn.herne (Memento des Originals vom 17. Dezember 2013 im Internet Archive)  Info: Der Archivlink wurde automatisch eingesetzt und noch nicht geprüft. Bitte prüfe Original- und Archivlink gemäß Anleitung und entferne dann diesen Hinweis.
4. ↑  so z. B. als Wölfchen in Henrik Galeens Alraune von 1927 oder in Carl Junghans’ So ist das Leben/Takový je život von 1929/30
5. ↑  vgl. seine Aufnahmen mit der Kapelle von Herbert Fröhlich auf ‘Kristall’, z. B. Nr. 3083 (mx. C 505-1) Wenn die Elisabeth nicht so schöne Beine hätt' . Foxtrott aus Die Wunder-Bar (Katscher-Farkas-Herczeg), anzuhören bei Youtube Wenn die Elisabeth …!
6. ↑  vgl. Birett, S. 143 zu O 22 979, IX 616
7. ↑  in der Landwirtschaftlichen Erziehungsanstalt Struveshof in Brandenburg, vgl. bildungsserver.berlin
8. ↑  difarchiv : Original-Titel: Revolte im Erziehungshaus. Deutschland 1929. Zensurentscheidungen.
9. ↑  vgl. Dahlke-Karl S. 212, Zglinicki S. 582: "Das war ein Film der übrigens laut Zensur-Anordnung mehrfach umgeschnitten werden mußte, ehe er für die Oeffentlichkeit zugelassen wurde. Auch das bei uns im Bildteil wiedergegeben Standphoto daraus gehörte zu den verbotenen Photos"; das fragliche Photo ist abgebildet bei Dahlke-Karl S. 213; weitere davon kann man bei Filmportal ansehen.
10. ↑  vgl. Gandert, 1929, S. 538.
11. ↑  Musik: Rudolf Nelson, Worte: Friedrich Hollaender, auf Ultraphon A 388 (mx. 10801), aufgenommen im März 1930, anzuhören auf youtube
12. ↑  so in der Beschreibung (15. Juni 2011) zu Wilhelm Dieterles Stummfilm über den bayerischen König Ludwig II. von 1930 bei Ludwig II, König von Bayern bei feature-film.org
13. ↑  vgl. Der Spiegel 17/1975 vom 21. April 1975 bei Der Spiegel 17/1975 spiegel.de: “Das 1928 in Berlin uraufgeführte Dokumentarstück über die Zustände in einer preußischen Fürsorgeanstalt -- sadistische Pädagogen, Homosexualität. Korruption -- hatte der Autor Peter Martin Lampel nach eigenen Erfahrungen verfaßt; Erfolg und Eklat des Stücks bewirkten eine Reform des Fürsorgewesens. Fernsehfassung: Hans Quest.” und Revolte im Erziehungshaus (1975) bei IMDb
14. ↑  vgl. Klappentext: „Aufsätze von männlichen Fürsorgezöglingen“, die der umstrittene Berliner Publizist Peter Martin Lampel (1894 1965) im Frühjahr 1928 von Jungen in der Landerziehungsanstalt Struveshof hat niederschreiben lassen. In diesem Band liegen die Selbstzeugnisse der Jungen, die auch in der Fürsorgehistoriografie eine wichtige Rolle gespielt haben, erstmals als Kritische Quellenedition vor.